# Teinobasis superba
Teinobasis superba – gatunek ważki z rodziny łątkowatych (Coenagrionidae).